# Pekingi palotakutya
A pekingi palotakutya, pekingi palotakutyácska, palotapincsi vagy pekingi egy ősi kínai társasági kutyafajta.

## Története
A fajta Kínából származik, Peking városából, őse valószínűleg az ázsiai farkas volt. A DNS-elemzés szerint a pekingi palotakutya a világ legrégebbi fajtája, amelynek a génállománya a legkevésbé tér el a farkasétól. Évszázadokon át kizárólag a Tiltott Városban, a császári palotában volt szabad tartani.
1860-ban a második ópiumháború során, amikor a tiltott várost megszállták a szövetségesek, Xianfeng császár és udvartartása megszökött, csak a császárnak egy idősebb nagynénje maradt ott. Amikor a katonák behatoltak, az asszony öngyilkos lett, és úgy találtak rá, hogy öt pekingi kutyája gyászolt mellette. Lord John Hay magával vitt egy párt, és nővérének, Wellington hercegnőnek ajándékozta őket. Sir George Fitzroy másik párt vitt magával és unokatestvéreinek, Richmond és Gordon hercegének és hercegnőjének ajándékozta őket. Az ötödik pekingi kutyát Dunne hadnagy vitte el Viktória királynőnek.
A pekingi palotakutya feltehetően részt vett a mopsszal és a japán spániellel együtt a tibeti spániel kialakításában.

## Külleme és jelleme
Rövid, apró, görbe lábai, hosszú teste, rövid stopja, pici, gömbölyű feje, ráncos pofája teszi ezt a kis állatot különlegessé. Szeme nagy, kerek, kissé kidülledő, gyulladásra hajlamos. Színe sötétbarna. Füle lelógó, de ez a nagy szőrrengetegben igazán nem látszik. Nyaka rövid, háta feszes, mellkasa mély, farkát a hátára kunkorítja. A hátsó lábak függőlegesek. Szőrzete különleges: hosszú szálú, egyenes, a nyakánál földig érő sövényt, a füleknél bojtot, a lábaknál zászlót visel ékszerként. 
Harcias, vakmerő, rendkívül okos kutyus. Igazi szobakutya lévén a kényelmet semmiért sem adná fel, sőt ki is követeli magának. Nagyon jó jelzőkutya, az apró neszekre is rögtön reagál. Szőre és szeme lelkiismeretes gondozást igényel.

## Méretei
Marmagassága: 15–25 cm. A kanok testsúlya 3,2–5 kg, a szukáké 3,6-5,4 kg
A gyakori állítással ellentétben nem létezik miniatűr palotakutya, viszont egyazon almon belül előfordulhatnak "kabátujj" példányok, melyek nem nyomnak többet 2,7 kg-nál.A kabátujj-pincsik arról kapták nevüket, hogy a kínai mandarinok a buggyos ruhaujjukban hordták őket.